# Suits
Suits (conocida en Latinoamérica como La ley de los audaces y en España como La clave del éxito) es una serie de televisión de drama legal estadounidense creada por Aaron Korsh para USA Network. Se estrenó el 23 de junio de 2011. Concluyó el 25 de septiembre de 2019.
La serie está protagonizada por Gabriel Macht y Patrick J. Adams, quienes interpretan los personajes de Harvey Specter y Mike Ross respectivamente. Mike es un inteligente estudiante que ha dejado la universidad, pero que es contratado por el brillante Harvey Specter para trabajar en una firma de abogados a pesar de no ser graduado en derecho. La serie trata de cómo estos dos abogados resuelven casos al mismo tiempo que mantienen a salvo el secreto de Mike. También cuenta con Rick Hoffman como Louis Litt, un socio financiero neurótico, manipulador y sin escrúpulos; Meghan Markle como la ambiciosa y talentosa asistente legal Rachel Zane; Sarah Rafferty como la secretaria legal y confidente de Harvey, Donna Paulsen; y Gina Torres como la socia directora del bufete, Jessica Pearson, obsesionada con el control y los beneficios por encima de todo.
El 30 de enero de 2018, la serie fue renovada por una octava temporada, pero Torres, Adams y Markle abandonaron la serie. Katherine Heigl se unió al reparto como Samantha Wheeler. Los personajes recurrentes Alex Williams (Dulé Hill) y Katrina Bennett (Amanda Schull) fueron ascendidos al reparto principal de la serie. La serie fue renovada para una novena y última temporada de 10 episodios el 23 de enero de 2019, que se estrenó el 17 de julio de 2019, con Adams regresando para los dos últimos episodios.
Suits fue nominada a numerosos premios, incluida una atención individual para Torres y Adams. Además de dos nominaciones en reconocimiento a su papel como actriz de reparto, Torres fue galardonada con el premio a la mejor interpretación en una serie de televisión en los NHMC Impact Awards 2013. Adams fue nominado a la mejor actor en una serie dramática en los Premios del Sindicato de Actores de 2012. Su éxito dio lugar a una serie derivada de corta duración, Pearson, centrada en la entrada de Jessica Pearson en la política de Chicago, que se estrenó junto con la temporada final de Suits el 17 de julio de 2019. Suits concluyó el 25 de septiembre de 2019, tras nueve temporadas y 134 episodios. La serie recibió un inmenso aumento de popularidad tras su incorporación a Netflix y Peacock en 2023, lo que llevó a NBCUniversal a iniciar el desarrollo de una nueva serie derivada, titulada Suits: LA, protagonizada por Stephen Amell.

## Argumento
Mike Ross es un joven con una mente brillante que siempre ha soñado con ser abogado, pero un incidente desafortunado le impide cumplirlo. Naturalmente inteligente y con una memoria eidética, se gana la vida suplantando a otros en los exámenes de admisión para la escuela de derecho. Envuelto en un encargo de tráfico de drogas, Mike sospecha que le han tendido una trampa y consigue deshacerse de la policía al colarse en una entrevista de trabajo para uno de los bufetes más importantes de Nueva York (Pearson Hardman).
Harvey Specter es el mejor abogado de Manhattan. Brillante, calculador, elegante y atractivo, Harvey tiene fama de ganar todos sus casos, aunque a veces recurra a su propia interpretación de las reglas y recientemente ha sido promovido a socio mayoritario de su bufete, y tiene derecho, por la política de la empresa, a contratar a un asociado. A pesar de no ser licenciado y de presentarse en la entrevista con un maletín lleno de marihuana, Mike consigue impresionar a Harvey, demostrándole que posee un conocimiento enciclopédico del derecho.
A pesar de que por política de empresa solo se puede contratar a socios licenciados de Harvard, Harvey decide arriesgarse y ofrecerle el puesto a Mike. Ambos tendrán que ocultar este secreto al resto de los miembros del bufete, también a Jessica, la socia gerente de la firma, y al encargado de los asociados, Louis Litt, el socio que intentará hacerle la vida imposible a Mike, quien tendrá que adaptarse al ritmo de trabajo agresivo y a la presión constante del bufete y pronto entabla amistad con Rachel Zane, una atractiva e inteligente asistente legal, cuya ansiedad por los exámenes le impide dar el paso para convertirse en abogada, sintiendo entre ambos una atracción mutua.
Las personalidades de Mike y Harvey a menudo entran en conflicto, ya que la ingenuidad y el estricto código ético del aprendiz contrastan con la frialdad e insensibilidad de su superior. Sin embargo, ambos se complementan a la perfección, y Harvey redescubrirá su pasión por la justicia por la ley.

## Reparto
- Gabriel Macht como Harvey Reginald Specter
- Patrick J. Adams como Michael James «Mike» Ross (temporadas 1–7; recurrente temporada 9)
- Rick Hoffman como Louis Marlowe Litt
- Meghan Markle como Rachel Elizabeth Zane (temporadas 1–7)
- Sarah Rafferty como Donna Roberta Paulsen
- Gina Torres como Jessica Lourdes Pearson (temporadas 1–6; recurrente temporada 7)
- Amanda Schull como Katrina Bennett (temporadas 8–9; recurrente temporadas 2–7)
- Dulé Hill como Alex Williams (temporadas 8–9; recurrente temporada 7)
- Katherine Heigl como Samantha Wheeler (temporadas 8–9)

## Episodios
| Temporada | Temporada | Episodios | Episodios | Emisión original    | Emisión original         |
| Temporada | Temporada | Episodios | Episodios | Primera emisión     | Última emisión           |
| --------- | --------- | --------- | --------- | ------------------- | ------------------------ |
|           | 1         | 12        | 12        | 23 de junio de 2011 | 8 de septiembre de 2011  |
|           | 2         | 16        | 16        | 14 de junio de 2012 | 21 de febrero de 2013    |
|           | 3         | 16        | 16        | 16 de julio de 2013 | 10 de abril de 2014      |
|           | 4         | 16        | 16        | 11 de junio de 2014 | 4 de marzo de 2015       |
|           | 5         | 16        | 16        | 24 de junio de 2015 | 2 de marzo de 2016       |
|           | 6         | 16        | 16        | 13 de julio de 2016 | 1 de marzo de 2017       |
|           | 7         | 16        | 16        | 12 de julio de 2017 | 25 de abril de 2018      |
|           | 8         | 16        | 16        | 18 de julio de 2018 | 27 de febrero de 2019    |
|           | 9         | 10        | 10        | 17 de julio de 2019 | 25 de septiembre de 2019 |

## Producción

### Desarrollo
El 5 de abril de 2010, USA Network anunció que estaba desarrollando siete nuevos pilotos para la temporada televisiva 2010-2011, incluyendo A Legal Mind, que más tarde sería titulada Suits. El piloto fue escrito por Aaron Korsch, con David Bartis y Gene Klein ejerciendo como productores ejecutivos. El 17 de mayo de 2010 USA Network ordenó un piloto de noventa minutos para la serie. La cadena seleccionó A Legal Mind el 19 de enero de 2011 para desarrollar una serie y ordenó once episodios más de una hora de duración.
El 11 de agosto de 2011, USA Network renovó la serie para una segunda temporada de dieciséis episodios, que fue estrenada el 14 de junio de 2012. El 12 de octubre de 2012, la serie fue renovada para una tercera temporada de dieciséis episodios, estrenada el 16 de julio de 2013. El 24 de octubre de 2013, la serie fue renovada para una cuarta temporada de dieciséis episodios, siendo estrenada el 11 de junio de 2014. El 11 de agosto de 2014, USA Network renovó la serie para una quinta temporada de dieciséis episodios, que fue estrenada el 24 de junio de 2015. El 1 de julio de 2015 la serie fue renovada para una sexta temporada compuesta por dieciséis episodios, que se estrenó el 13 de julio de 2016. El 3 de agosto de 2016, USA Network renovó la serie para una séptima temporada de dieciséis episodios.

### Reparto
Patrick J. Adams fue el primer actor en ser contratado en el personaje de Mike Ross en julio de 2010. A finales de julio, Gabriel Macht se unió al elenco principal como Harvey Specter. Rick Hoffman fue contratado a mediados de agosto para interpretar a Louis, un socio en el bufete de abogados. Meghan Markle y Gina Torres se unieron al elenco a finales de agosto, siendo contratadas para interpretar a Rachel Zane y Jessica Pearson, respectivamente. Sarah Rafferty completó el elenco principal como Donna.

## Recepción

### Respuesta crítica
En el sitio web de agregador de reseñas Rotten Tomatoes la serie tiene un índice de aprobación del 91%, basándose en 107 reseñas, con una calificación promedio de 7.8/10. En Metacritic, tiene una puntuación media ponderada de 65 sobre 100 basada en 29 críticas, lo que indica reseñas «generalmente favorables». Carrie Raisler, de The A.V. Club, escribió: «Suits tiene más impulso interno hacia adelante que casi cualquier otra cosa en la televisión en este momento, y cuando está en marcha, como casi siempre aquí, simplemente se cocina». Julie Hinds de The Detroit Free Press dijo: «La combinación de Gabriel Macht como el hábil abogado Harvey Specter y Patrick J. Adams como el genio legal sin licencia Mike Ross ha sido ganadora».

### Audiencias
| Temporada | Horario (ET)                                                        | Episodios | Primera emisión     | Primera emisión      | Última emisión           | Última emisión       | Promedio de espectadores (millones) | Adultos de 18–49 años (promedio) |
| Temporada | Horario (ET)                                                        | Episodios | Fecha               | Audiencia (millones) | Fecha                    | Audiencia (millones) | Promedio de espectadores (millones) | Adultos de 18–49 años (promedio) |
| --------- | ------------------------------------------------------------------- | --------- | ------------------- | -------------------- | ------------------------ | -------------------- | ----------------------------------- | -------------------------------- |
| 1         | jueves 10:00 p. m.                                                  | 12        | 23 de junio de 2011 | 4.64                 | 8 de septiembre de 2011  | 3.47                 | 4.28                                | 1.4                              |
| 2         | jueves 10:00 p. m.                                                  | 16        | 14 de junio de 2012 | 3.47                 | 21 de febrero de 2013    | 3.20                 | 3.60                                | 1.2                              |
| 3         | martes 10:00 p. m. (eps. 1-10) jueves 9:00 p. m. (eps. 11-16)       | 16        | 16 de julio de 2013 | 2.93                 | 10 de abril de 2014      | 2.40                 | 2.73                                | 0.9                              |
| 4         | miércoles 9:00 p. m.                                                | 16        | 11 de junio de 2014 | 2.50                 | 4 de marzo de 2015       | 1.55                 | 2.26                                | 0.7                              |
| 5         | miércoles 9:00 p. m. (eps. 1-10) miércoles 10:00 p. m. (eps. 11-16) | 16        | 24 de junio de 2015 | 2.13                 | 2 de marzo de 2016       | 1.71                 | 2.01                                | 0.6                              |
| 6         | miércoles 9:00 p. m. (eps. 1-10) miércoles 10:00 p. m. (eps. 11-16) | 16        | 13 de julio de 2016 | 1.85                 | 1 de marzo de 2017       | 1.13                 | 1.60                                | 0.4                              |
| 7         | miércoles 9:00 p. m.                                                | 16        | 12 de julio de 2017 | 1.40                 | 25 de abril de 2018      | 1.07                 | 1.30                                | 0.3                              |
| 8         | miércoles 9:00 p. m. (eps. 1-10) miércoles 10:00 p. m. (eps. 11-16) | 16        | 18 de julio de 2018 | 1.27                 | 27 de febrero de 2019    | 0.74                 | 1.02                                | 0.2                              |
| 9         | miércoles 9:00 p. m.                                                | 10        | 17 de julio de 2019 | 1.04                 | 25 de septiembre de 2019 | 0.86                 | 0.99                                | 0.2                              |

### Premios y nominaciones
| Year | Award                            | Category                                   | Recipient(s)                              | Result   | Ref.   |
| ---- | -------------------------------- | ------------------------------------------ | ----------------------------------------- | -------- | ------ |
| 2012 | Premios del Sindicato de Actores | Mejor actor de televisión - Drama          | Patrick J. Adams                          | Nominado | [ 69 ] |
| 2012 | Premio ALMA                      | Actriz de TV favorita - Papel secundario   | Gina Torres                               | Nominada | [ 70 ] |
| 2013 | Imagen Foundation Awards         | Mejor actriz de reparto/Televisión         | Gina Torres                               | Nominada | [ 71 ] |
| 2013 | NHMC Impact Awards               | Mejor actuación en una serie de televisión | Gina Torres                               | Ganadora | [ 72 ] |
| 2014 | Premio TV Guide                  | Serie dramática favorita                   | Suits                                     | Nominada |        |
| 2015 | People's Choice Awards           | Comedia dramática favorita                 | Suits                                     | Nominada | [ 73 ] |
| 2015 | Premios NAACP Image              | Mejor dirección - Serie dramática          | Anton Cropper (por «One-Two-Three Go...») | Nominado | [ 74 ] |
| 2016 | People's Choice Awards           | Fantástico drama de televisión por cable   | Suits                                     | Nominada | [ 75 ] |
| 2018 | Imagen Foundation Awards         | Mejor actriz de reparto/Televisión         | Gina Torres                               | Ganadora | [ 76 ] |

## Serie derivada
En febrero de 2017, USA Network inició las primeras conversaciones para una posible serie derivada de Jessica Pearson, que protagonizaría y produciría Gina Torres. En agosto de 2017, se reveló que el final de la séptima temporada de Suits serviría como piloto de la posible serie derivada de Jessica Pearson. El 8 de marzo de 2018, se anunció que la serie derivada de Jessica Pearson había sido aprobada. El 17 de enero de 2019, se anunció que la serie se llamaría Pearson, en honor al personaje principal. El 1 de mayo de 2019, se anunció que la serie se estrenaría el 17 de julio de 2019. En noviembre de 2019, la serie fue cancelada tras una temporada.